# Дискографія Браяна Адамса
Канадський співак Браян Адамс випустив тринадцять студійних альбомів, шість збірок, два альбоми саундтреків, чотири концертні альбоми, шістдесят дев'ять синглів. Після успіху свого дебютного синглу «Let Me Take You Dancing» (1979), Адамс підписав контракт з A&M Records. Його дебютний альбом Bryan Adams (1980) посів 69-те місце в канадському альбомному чарті RPM. Наступним був альбом You Want It You Got It (1981), який досягнув 118-ї сходинки в чарті Billboard 200 і став золотим у Канаді. Його третій альбом Cuts Like a Knife став його першою успішною роботою за межами Канади. Альбом потрапив до десятки найкращих у Канаді та Сполучених Штатах і був сертифікований тричі платиновим Канадською асоціацією звукозаписних компаній (CRIA) і платиновим Американською асоціацією компаній звукозапису (RIAA). Його четвертий студійний альбом Reckless (1984) розійшовся тиражем понад 12 мільйонів копій по всьому світі і містив хіт-сингли «Run to You», «Heaven» і «Summer of '69». 1987 року співак випустив альбом Into the Fire, який досяг платинового статусу в США і тричі платинового в Канаді.
Адамс розпочав 1990-ті роки виходом Waking Up the Neighbours (1991), в якій містилася «(Everything I Do) I Do It for You», тематична пісня до фільму Робін Гуд: Принц злодіїв. Альбом розійшовся тиражем понад 10 мільйонів копій по всьому світі. Також 1993 року співак випустив свою першу збірку «найкращих хітів», So Far So Good. Цей альбом очолив чарти в дев'яти країнах і став шестиразовим платиновий і п'ять разів платиновим відповідно RIAA і CRIA. Сьомий студійний альбом 18 til I Die вийшов у 1996 році. Розійшовся тиражем п'ять мільйонів копій по всьому світі і став платиновим у США. Акустичний концертний альбом MTV Unplugged, який вийшов 1997 року, потрапив до десятки найкращих у чотирьох країнах і розійшовся в Європі тиражем два мільйони копій. Восьмий студійний альбом Адамса On a Day Like Today (1998), був сертифікований як двічі платиновий CRIA і платиновий у Європі. Його друга збірка The Best of Me (1999), розійшлася в Європі тиражем два мільйони копій і стала тричі платиновою в Канаді.
Spirit: Stallion of the Cimarron (2002) отримав золотий сертифікат RIAA і містив хіт-сингл «Here I Am». Дев'ятий студійний альбом, Room Service (2004), під номером 134 потрапив до Billboard 200 і був проданий тиражем лише 44,000 копій у Сполучених Штатах. Однак, він очолив чарти в Німеччині та Швейцарії. Третя збірка найкращих хітів Адамса, Anthology вийшла 2005 року. Його десятий студійний альбом 11 (2008) під номером 80 потрапив до Billboard 200 і став його третім альбомом, який зійшов на першу сходинку в Канаді. Хоча він не отримав жодних сертифікацій у Канаді та Британії, але продажі по всьому світі сягнули понад півмільйона екземплярів. За даними американської асоціації звукозаписних компаній, продажів альбомів Адамса в цій країні були сертифіковані на 17 мільйонів примірників тоді як на міжнародному рівні він продав між 65 і 100 мільйонів альбомів і синглів по всьому світі.

## Альбоми

### Студійні альбоми
| Назва                                                                        | Подробиці                                                                    | Найвищі місця в чартах | Найвищі місця в чартах | Найвищі місця в чартах | Найвищі місця в чартах | Найвищі місця в чартах | Найвищі місця в чартах | Найвищі місця в чартах | Найвищі місця в чартах | Найвищі місця в чартах | Найвищі місця в чартах | Сертифікації |
| Назва                                                                        | Подробиці                                                                    | КАН                    | АВС                    | АВТ                    | НІМ                    | НІД                    | НОР                    | ШВЕ                    | ШВА                    | ВЕЛ                    | США                    | Сертифікації |
| ---------------------------------------------------------------------------- | ---------------------------------------------------------------------------- | ---------------------- | ---------------------- | ---------------------- | ---------------------- | ---------------------- | ---------------------- | ---------------------- | ---------------------- | ---------------------- | ---------------------- | --- |
| Bryan Adams                                                                  | - Вихід: 12 лютого 1980 - Лейбл: A&M - Формати: LP, касета                   | 69                     | —                      | —                      | —                      | —                      | —                      | —                      | —                      | —                      | —                      | |
| You Want It You Got It                                                       | - Вихід: 21 липня 1981 - Лейбл: A&M - Формати: LP, касета                    | 50                     | —                      | —                      | —                      | —                      | —                      | —                      | —                      | 78                     | 118                    | - КАН: Золотий |
| Cuts Like a Knife                                                            | - Вихід: 18 січня 1983 - Лейбл: A&M - Формати: CD, LP, касета                | 8                      | 52                     | —                      | 24                     | —                      | —                      | 22                     | —                      | 21                     | 8                      | - : 3× Платиновий - АВС: Золотий - ШВА: Золотий - ВЕЛ: Срібний - США: Платиновий                                                     |
| Reckless                                                                     | - Вихід: 5 листопада 1984 - Лейбл: A&M - Формати: CD, LP, касета             | 1                      | 2                      | —                      | 19                     | 11                     | 2                      | 5                      | 10                     | 7                      | 1                      | - : Діамантовий - : Платиновий - АВТ: Золотий - НІМ: Золотий - НІД: Платиновий - : Платиновий - : 3× Платиновий - : 5× Платиновий    |
| Into the Fire                                                                | - Вихід: 30 березня 1987 - Лейбл: A&M - Формати: CD, LP, касета              | 2                      | 14                     | 13                     | 7                      | 18                     | 4                      | 3                      | 4                      | 10                     | 7                      | - : 3× Платиновий - : Платиновий - : Золотий - : Платиновий                                                                          |
| Waking Up the Neighbours                                                     | - Вихід: 24 вересня 1991 - Лейбл: A&M - Формати: CD, LP, касета              | 1                      | 1                      | 1                      | 1                      | 2                      | 1                      | 1                      | 1                      | 1                      | 6                      | - : Діамантовий - : 4× Платиновий - : Платиновий - : Платиновий - : Платиновий - : 4× Платиновий - : 3× Платиновий - : 4× Платиновий |
| 18 til I Die                                                                 | - Вихід: 4 червня 1996 - Лейбл: A&M - Формати: CD, LP, касета                | 4                      | 2                      | 2                      | 4                      | 9                      | 7                      | 5                      | 2                      | 1                      | 31                     | - : 3× Платиновий - : 3× Платиновий - : Золотий - : Золотий - : Платиновий - : 2× Платиновий - : Платиновий                          |
| On a Day Like Today                                                          | - Вихід: 27 жовтня 1998 - Лейбл: A&M - Формати: CD, LP, касета               | 3                      | 38                     | 4                      | 5                      | 24                     | 34                     | 27                     | 2                      | 11                     | 103                    | - : 2× Платиновий - : Золотий - : Золотий - : Платиновий - : Золотий                                                                 |
| Spirit: Stallion of the Cimarron                                             | - Вихід: 14 травня 2002 - Лейбл: A&M - Формати: CD, касета                   | —                      | 94                     | 6                      | 7                      | 22                     | 19                     | 24                     | 6                      | 8                      | 40                     | - : Золотий - : Срібний - : Золотий                                                                                                  |
| Room Service                                                                 | - Вихід: 20 вересня 2004 - Лейбл: Polydor - Формати: CD, цифрове занатаження | 2                      | 15                     | 3                      | 1                      | 3                      | 18                     | 19                     | 1                      | 4                      | 134                    | - : Платиновий - : Золотий - : Золотий - : Золотий                                                                                   |
| 11                                                                           | - Вихід: 17 березня 2008 - Лейбл: Polydor - Формати: CD, цифрове занатаження | 1                      | 35                     | 2                      | 2                      | 8                      | 39                     | 30                     | 1                      | 6                      | 80                     | - : Золотий - : Срібний |
| Tracks of My Years                                                           | - Вихід: 30 вересня 2014 - Лейбл: Verve - Формати: CD, цифрове занатаження   | 1                      | 61                     | 5                      | 5                      | 41                     | —                      | —                      | 6                      | 11                     | 89                     | - : Золотий |
| Get Up                                                                       | - Вихід: 2 жовтня 2015 - Лейбл: UME - Формати: CD, LP, цифрове занатаження   | 8                      | 6                      | 4                      | 3                      | 13                     | 33                     | 9                      | 1                      | 2                      | 99                     | - : Срібний |
| »—" означає релізи, які не виходили в цій країні, або не потрапили до чарту. |                                                                              |                        |                        |                        |                        |                        |                        |                        |                        |                        |                        | |

### Концертні альбоми
| Назва                                                                        | Подробиці                                                                   | Найвищі місця в чартах | Найвищі місця в чартах | Найвищі місця в чартах | Найвищі місця в чартах | Найвищі місця в чартах | Найвищі місця в чартах | Найвищі місця в чартах | Найвищі місця в чартах | Найвищі місця в чартах | Найвищі місця в чартах | Сертифікації                                                      |
| Назва                                                                        | Подробиці                                                                   | КАН                    | АВС                    | АВТ                    | НІМ                    | НІД                    | NOR                    | ШВЕ                    | ШВА                    | ВЕЛ                    | США                    | Сертифікації                                                      |
| ---------------------------------------------------------------------------- | --------------------------------------------------------------------------- | ---------------------- | ---------------------- | ---------------------- | ---------------------- | ---------------------- | ---------------------- | ---------------------- | ---------------------- | ---------------------- | ---------------------- | ----------------------------------------------------------------- |
| Live! Live! Live!                                                            | - Вихід: 1988 - Лейбл: A&M - Формати: CD, LP, касета                        | —                      | —                      | 17                     | 26                     | 57                     | —                      | 22                     | 21                     | 17                     | —                      | - : Золотий - : Срібний                                           |
| MTV Unplugged                                                                | - Вихід: грудня 9, 1997 - Лейбл: MTV - Формати: CD, LP, касета              | 10                     | 28                     | 7                      | 8                      | 15                     | 22                     | 54                     | 3                      | 19                     | 88                     | - : Золотий - : Золотий - : Золотий - : Платиновий - : Платиновий |
| Live at the Budokan                                                          | - Вихід: 17 червня 2003 - Лейбл: A&M - Формати: CD, цифрове занатаження     | —                      | —                      | —                      | —                      | —                      | —                      | —                      | —                      | —                      | —                      |                                                                   |
| Bare Bones                                                                   | - Вихід: 29 жовтня 2010 - Лейбл: Polydor - Формати: CD, цифрове занатаження | 18                     | 38                     | 19                     | 28                     | 52                     | —                      | —                      | 20                     | 35                     | —                      | - : Золотий                                                       |
| Live at Sydney Opera House                                                   | - Вихід: 2 вересня 2013 - Лейбл: Polydor - Формати: CD, цифрове занатаження | —                      | —                      | —                      | —                      | —                      | —                      | —                      | —                      | —                      | —                      |                                                                   |
| »—" означає релізи, які не виходили в цій країні, або не потрапили до чарту. |                                                                             |                        |                        |                        |                        |                        |                        |                        |                        |                        |                        |                                                                   |

### Збірки
| Назва                                                                        | Подробиці                                                                    | Найвищі місця в чартах | Найвищі місця в чартах | Найвищі місця в чартах | Найвищі місця в чартах | Найвищі місця в чартах | Найвищі місця в чартах | Найвищі місця в чартах | Найвищі місця в чартах | Найвищі місця в чартах | Найвищі місця в чартах | Сертифікації |
| Назва                                                                        | Подробиці                                                                    | КАН                    | АВС                    | АВТ                    | НІМ                    | НІД                    | NOR                    | ШВЕ                    | ШВА                    | ВЕЛ                    | США                    | Сертифікації |
| ---------------------------------------------------------------------------- | ---------------------------------------------------------------------------- | ---------------------- | ---------------------- | ---------------------- | ---------------------- | ---------------------- | ---------------------- | ---------------------- | ---------------------- | ---------------------- | ---------------------- | --- |
| Hits On Fire                                                                 | - Вихід: 1988 - Лейбл: A&M - Формати: CD, LP, CS [касета]                    | —                      | —                      | —                      | —                      | —                      | —                      | —                      | —                      | —                      | —                      | |
| So Far So Good                                                               | - Вихід: 2 листопада 1993 - Лейбл: A&M - Формати: CD, LP, CS                 | 1                      | 1                      | 1                      | 1                      | 1                      | 1                      | 1                      | 1                      | 1                      | 6                      | - ABPD: Золотий - : 6× Платиновий - : 11× Платиновий - : 2× Платиновий - : 2× Платиновий - : 2× Платиновий - : 3× Платиновий - : 4× Платиновий - : 3× Платиновий - : 5× Платиновий |
| The Best of Me                                                               | - Вихід: 15 листопада 1999 - Лейбл: A&M - Формати: CD, LP, CS                | 7                      | 18                     | 4                      | 7                      | 13                     | 2                      | 20                     | 3                      | 12                     | —                      | - : 3× Платиновий - : Платиновий - : Золотий - : Золотий - : Золотий - : Платиновий - : 3× Платиновий                                                                              |
| Anthology                                                                    | - Вихід: 18 жовтня 2005 - Лейбл: A&M - Формати: CD, DD [цифрове занатаження] | 4                      | 55                     | 28                     | 30                     | —                      | 10                     | 5                      | 39                     | 29                     | 65                     | - : 2× Платиновий - : Платиновий |
| Icon                                                                         | - Вихід: 31 серпня 2010 - Лейбл: Universal - Формати: CD, DD                 | 32                     | —                      | —                      | —                      | —                      | —                      | —                      | —                      | —                      | —                      | |
| Ultimate                                                                     | - Release date: 3 листопада 2017 - Лейбл: Polydor - Формати: DD, CD, вініл   | —                      | —                      | —                      | —                      | —                      | —                      | —                      | 61                     | 11                     | —                      | |
| »—" означає релізи, які не виходили в цій країні, або не потрапили до чарту. |                                                                              |                        |                        |                        |                        |                        |                        |                        |                        |                        |                        | |

## Лонгплеї
| Назва             | Подробиці EP                                                        |
| ----------------- | ------------------------------------------------------------------- |
| Colour Me Kubrick | - Вихід: 2005 - Лейбл: Universal - Формати: CD, цифрове занатаження |

## Сингли

### 1978—1987
| Сингл                                                          | Рік  | Найвищі місця в чартах | Найвищі місця в чартах | Найвищі місця в чартах | Найвищі місця в чартах | Найвищі місця в чартах | Найвищі місця в чартах | Найвищі місця в чартах | Найвищі місця в чартах | Найвищі місця в чартах | Найвищі місця в чартах | Сертифікації               | Альбом                 |
| Сингл                                                          | Рік  | КАН                    | АВС                    | АВТ                    | НІМ                    | ІРЯ                    | НІД                    | ШВЕ                    | ШВА                    | ВЕЛ                    | США                    | Сертифікації               | Альбом                 |
| -------------------------------------------------------------- | ---- | ---------------------- | ---------------------- | ---------------------- | ---------------------- | ---------------------- | ---------------------- | ---------------------- | ---------------------- | ---------------------- | ---------------------- | -------------------------- | ---------------------- |
| «Let Me Take You Dancing»                                      | 1978 | 90                     | —                      | —                      | —                      | —                      | —                      | —                      | —                      | —                      | —                      |                            | Неальбомний сингл      |
| «Give Me Your Love»                                            | 1980 | 91                     | —                      | —                      | —                      | —                      | —                      | —                      | —                      | —                      | —                      |                            | Bryan Adams            |
| «Remember»                                                     | 1980 | —                      | —                      | —                      | —                      | —                      | —                      | —                      | —                      | —                      | —                      |                            | Bryan Adams            |
| «Hidin' from Love»                                             | 1980 | 64                     | —                      | —                      | —                      | —                      | —                      | —                      | —                      | —                      | —                      |                            | Bryan Adams            |
| «Coming Home»                                                  | 1981 | —                      | —                      | —                      | —                      | —                      | —                      | —                      | —                      | —                      | —                      |                            | You Want It You Got It |
| «Fits Ya Good»                                                 | 1981 | 30                     | —                      | —                      | —                      | —                      | —                      | —                      | —                      | —                      | —                      |                            | You Want It You Got It |
| «Lonely Nights»                                                | 1982 | —                      | —                      | —                      | —                      | —                      | —                      | —                      | —                      | —                      | 84                     |                            | You Want It You Got It |
| «Straight from the Heart»                                      | 1983 | 20                     | 98                     | —                      | —                      | —                      | —                      | —                      | —                      | 51                     | 10                     |                            | Cuts Like a Knife      |
| «Cuts Like a Knife»                                            | 1983 | 12                     | 55                     | —                      | —                      | —                      | —                      | —                      | —                      | —                      | 15                     |                            | Cuts Like a Knife      |
| «This Time»                                                    | 1983 | 32                     | —                      | —                      | —                      | 28                     | —                      | —                      | —                      | 41                     | 24                     |                            | Cuts Like a Knife      |
| «Take Me Back»                                                 | 1983 | —                      | —                      | —                      | —                      | —                      | —                      | —                      | —                      | —                      | —                      |                            | Cuts Like a Knife      |
| «I'm Ready»                                                    | 1983 | —                      | —                      | —                      | —                      | —                      | —                      | —                      | —                      | —                      | —                      |                            | Cuts Like a Knife      |
| «The Only One»                                                 | 1983 | —                      | —                      | —                      | —                      | —                      | —                      | —                      | —                      | —                      | —                      |                            | Cuts Like a Knife      |
| «Run to You»                                                   | 1984 | 4                      | 24                     | —                      | —                      | 8                      | 14                     | —                      | —                      | 11                     | 6                      | - : Золотий                | Reckless               |
| «Kids Wanna Rock»                                              | 1984 | —                      | —                      | —                      | —                      | —                      | —                      | —                      | —                      | —                      | —                      |                            | Reckless               |
| «Somebody»                                                     | 1985 | 13                     | 76                     | —                      | —                      | 20                     | —                      | —                      | —                      | 35                     | 11                     |                            | Reckless               |
| «Heaven»                                                       | 1985 | 11                     | 12                     | —                      | 28                     | 11                     | 28                     | 8                      | 14                     | 38                     | 1                      | - : Золотий                | Reckless               |
| «Summer of '69»                                                | 1985 | 11                     | 14                     | 17                     | 62                     | 18                     | 4                      | 13                     | —                      | 42                     | 5                      | - : Золотий - : Платиновий | Reckless               |
| «One Night Love Affair»                                        | 1985 | 19                     | 85                     | —                      | —                      | —                      | —                      | —                      | —                      | —                      | 13                     |                            | Reckless               |
| «It's Only Love» (with Tina Turner)                            | 1985 | 14                     | 57                     | 30                     | 44                     | 16                     | 21                     | 5                      | 16                     | 29                     | 15                     |                            | Reckless               |
| «Diana»                                                        | 1985 | —                      | —                      | —                      | —                      | —                      | —                      | —                      | —                      | —                      | —                      |                            | Неальбомні сингли      |
| «Christmas Time»                                               | 1985 | 39                     | 64                     | 39                     | 36                     | 26                     | 33                     | 19                     | 18                     | 55                     | —                      | - : Платиновий             | Неальбомні сингли      |
| «Heat of the Night»                                            | 1987 | 7                      | 25                     | —                      | 33                     | —                      | 34                     | 7                      | 17                     | 50                     | 6                      | - : Золотий                | Into the Fire          |
| «Hearts on Fire»                                               | 1987 | 25                     | 89                     | —                      | —                      | —                      | —                      | —                      | —                      | 57                     | 26                     |                            | Into the Fire          |
| «Victim of Love»                                               | 1987 | 49                     | 92                     | —                      | —                      | —                      | —                      | —                      | —                      | 68                     | 32                     |                            | Into the Fire          |
| «Only the Strong Survive»                                      | 1987 | 64                     | —                      | —                      | —                      | —                      | —                      | —                      | —                      | —                      | —                      |                            | Into the Fire          |
| «Into the Fire»                                                | 1987 | —                      | —                      | —                      | —                      | —                      | —                      | —                      | —                      | —                      | —                      |                            | Into the Fire          |
| «Another Day»                                                  | 1987 | —                      | —                      | —                      | —                      | —                      | —                      | —                      | —                      | —                      | —                      |                            | Into the Fire          |
| «—» означає сингли, які не потрапили до чарту, або не виходили |      |                        |                        |                        |                        |                        |                        |                        |                        |                        |                        |                            |                        |

### 1990-ті
| Сингл                                                          | Рік  | Найвищі місця в чартах | Найвищі місця в чартах | Найвищі місця в чартах | Найвищі місця в чартах | Найвищі місця в чартах | Найвищі місця в чартах | Найвищі місця в чартах | Найвищі місця в чартах | Найвищі місця в чартах | Найвищі місця в чартах | Сертифікації | Альбом                                  |
| Сингл                                                          | Рік  | КАН                    | АВС                    | АВТ                    | НІМ                    | ІРЯ                    | НІД                    | ШВЕ                    | ШВА                    | ВЕЛ                    | США                    | Сертифікації | Альбом                                  |
| -------------------------------------------------------------- | ---- | ---------------------- | ---------------------- | ---------------------- | ---------------------- | ---------------------- | ---------------------- | ---------------------- | ---------------------- | ---------------------- | ---------------------- | --- | --------------------------------------- |
| »Young Lust"                                                   | 1990 | —                      | —                      | —                      | —                      | —                      | —                      | —                      | —                      | —                      | —                      | | The Wall: Live in Berlin                |
| «(Everything I Do) I Do It for You»                            | 1991 | 1                      | 1                      | 1                      | 1                      | 1                      | 1                      | 1                      | 1                      | 1                      | 1                      | - : 2× Платиновий - : Платиновий - : 2× Платиновий - ФРА: Золотий - : Платиновий - : 3× Платиновий - : 2× Платиновий | Waking Up the Neighbours                |
| «Can't Stop This Thing We Started»                             | 1991 | 1                      | 9                      | 14                     | 14                     | 4                      | 10                     | 3                      | 8                      | 12                     | 2                      | - : Золотий - : Золотий                                                                                              | Waking Up the Neighbours                |
| «There Will Never Be Another Tonight»                          | 1991 | 2                      | 30                     | —                      | 55                     | 11                     | 29                     | 33                     | —                      | 32                     | 31                     | | Waking Up the Neighbours                |
| «Thought I'd Died and Gone to Heaven»                          | 1992 | 1                      | 13                     | —                      | 47                     | 11                     | 43                     | —                      | —                      | 8                      | 13                     | | Waking Up the Neighbours                |
| «All I Want Is You»                                            | 1992 | —                      | 31                     | —                      | —                      | 20                     | —                      | —                      | —                      | 22                     | —                      | | Waking Up the Neighbours                |
| «Do I Have to Say the Words?»                                  | 1992 | 2                      | 61                     | —                      | 75                     | —                      | 34                     | —                      | —                      | 30                     | 11                     | | Waking Up the Neighbours                |
| «Touch the Hand»                                               | 1992 | 37                     | —                      | —                      | —                      | —                      | —                      | —                      | —                      | —                      | —                      | | Waking Up the Neighbours                |
| «Please Forgive Me»                                            | 1993 | 1                      | 1                      | 2                      | 3                      | 1                      | 3                      | 2                      | 2                      | 2                      | 7                      | - : 2× Платиновий - : Золотий - : Золотий - : Золотий                                                                | So Far So Good                          |
| «All for Love» (дуетом з Родом Стюартом і Стінг)               | 1993 | 1                      | 1                      | 1                      | 1                      | 1                      | 3                      | 1                      | 1                      | 2                      | 1                      | - : Платиновий - : Золотий                                                                                           | Троє мушкетерів                         |
| «Have You Ever Really Loved a Woman?»                          | 1995 | 1                      | 1                      | 1                      | 3                      | 3                      | 2                      | 6                      | 1                      | 4                      | 1                      | - : Платиновий - : Золотий - : Золотий - : Срібний                                                                   | Don Juan DeMarco                        |
| «Rock Steady» (дуетом з Бонні Рейтт)                           | 1995 | 17                     | —                      | —                      | —                      | —                      | —                      | —                      | —                      | 50                     | 73                     | | Road Tested                             |
| «The Only Thing That Looks Good on Me Is You»                  | 1996 | 1                      | 19                     | 17                     | 44                     | 26                     | 21                     | 24                     | 5                      | 6                      | 52                     | | 18 til I Die                            |
| «Let's Make a Night to Remember»                               | 1996 | 1                      | 7                      | 34                     | 57                     | 25                     | —                      | 39                     | 41                     | 10                     | 24                     | - : Золотий | 18 til I Die                            |
| «Star»                                                         | 1996 | —                      | —                      | —                      | 76                     | —                      | —                      | —                      | —                      | 13                     | —                      | | 18 til I Die                            |
| «I Finally Found Someone» (дуетом з Барброю Стрейзанд)         | 1996 | 18                     | 2                      | 23                     | 53                     | 1                      | 16                     | 9                      | 17                     | 10                     | 8                      | - : Платиновий | The Mirror Has Two Faces / 18 til I Die |
| «18 til I Die»                                                 | 1996 | 21                     | —                      | —                      | 85                     | —                      | 86                     | —                      | —                      | 22                     | —                      | | 18 til I Die                            |
| «Do to You»                                                    | 1997 | 6                      | —                      | —                      | —                      | —                      | —                      | —                      | —                      | —                      | —                      | | 18 til I Die                            |
| «I'll Always Be Right There»                                   | 1997 | 14                     | —                      | —                      | —                      | —                      | —                      | —                      | —                      | —                      | —                      | | 18 til I Die                            |
| «Back to You»                                                  | 1997 | 1                      | 38                     | —                      | 62                     | —                      | 77                     | 56                     | —                      | 18                     | —                      | | MTV Unplugged                           |
| «I'm Ready»                                                    | 1998 | 11                     | —                      | —                      | 66                     | —                      | 24                     | —                      | —                      | 20                     | —                      | | MTV Unplugged                           |
| «On a Day Like Today»[C]                                       | 1998 | 1                      | 60                     | 32                     | 53                     | —                      | 66                     | —                      | 32                     | 13                     | —                      | | On a Day Like Today                     |
| «When You're Gone» (дуетом з Melanie C)                        | 1998 | 13                     | 4                      | 14                     | 14                     | 3                      | 7                      | 8                      | 11                     | 3                      | —                      | - : Платиновий - : Золотий                                                                                           | On a Day Like Today                     |
| «Cloud Number Nine»                                            | 1999 | 7                      | 67                     | 13                     | 33                     | 16                     | 62                     | 43                     | 26                     | 6                      | —                      | | On a Day Like Today                     |
| «The Best of Me»                                               | 1999 | 10                     | —                      | 37                     | 65                     | —                      | 67                     | —                      | 31                     | 47                     | —                      | | The Best of Me                          |
| «—» означає сингли, які не потрапили до чарту, або не виходили |      |                        |                        |                        |                        |                        |                        |                        |                        |                        |                        | |                                         |

### 2000-ні
| Сингл                                                          | Рік  | Найвищі місця в чартах | Найвищі місця в чартах | Найвищі місця в чартах | Найвищі місця в чартах | Найвищі місця в чартах | Найвищі місця в чартах | Найвищі місця в чартах | Найвищі місця в чартах | Найвищі місця в чартах | Найвищі місця в чартах | Сертифікації | Альбом                           |
| Сингл                                                          | Рік  | КАН                    | АВС                    | АВТ                    | НІМ                    | ІРЯ                    | НІД                    | ШВЕ                    | ШВА                    | ВЕЛ                    | США AC                 | Сертифікації | Альбом                           |
| -------------------------------------------------------------- | ---- | ---------------------- | ---------------------- | ---------------------- | ---------------------- | ---------------------- | ---------------------- | ---------------------- | ---------------------- | ---------------------- | ---------------------- | ------------ | -------------------------------- |
| »Don't Give Up" (Chicane за участю Браяна Адамса)[D]           | 2000 | —                      | 6                      | —                      | 24                     | 11                     | 21                     | 51                     | 42                     | 1                      | —                      | - : Золотий  | Behind the Sun" / The Best of Me |
| «Inside Out»                                                   | 2000 | 17                     | —                      | —                      | 66                     | —                      | 91                     | —                      | 53                     | —                      | —                      |              | The Best of Me                   |
| «Here I Am»                                                    | 2002 | —                      | 86                     | 12                     | 17                     | 15                     | 30                     | 15                     | 24                     | 5                      | 5                      |              | Spirit: Stallion of the Cimarron |
| «Open Road»                                                    | 2004 | 1                      | —                      | 35                     | 23                     | 50                     | 28                     | —                      | 17                     | 21                     | —                      |              | Room Service                     |
| «Flying»                                                       | 2004 | —                      | —                      | —                      | 68                     | —                      | 86                     | —                      | 51                     | 37                     | —                      |              | Room Service                     |
| «Room Service»                                                 | 2005 | —                      | —                      | —                      | 74                     | —                      | —                      | —                      | —                      | —                      | —                      |              | Room Service                     |
| «This Side of Paradise»                                        | 2005 | —                      | —                      | —                      | —                      | —                      | —                      | —                      | —                      | —                      | 20                     |              | Room Service                     |
| «Why Do You Have to Be So Hard to Love?»                       | 2005 | —                      | —                      | —                      | —                      | —                      | —                      | —                      | —                      | —                      | —                      |              | Room Service                     |
| «So Far So Good»                                               | 2006 | —                      | —                      | —                      | —                      | —                      | —                      | —                      | —                      | —                      | —                      |              | Anthology                        |
| «When You're Gone» (дуетом з Памелою Андерсон)                 | 2006 | —                      | —                      | —                      | —                      | —                      | —                      | —                      | —                      | —                      | —                      |              | Anthology                        |
| «I Thought I'd Seen Everything»                                | 2008 | 47                     | —                      | 41                     | 55                     | —                      | —                      | —                      | 52                     | 146                    | 21                     |              | 11                               |
| «Tonight We Have the Stars»                                    | 2008 | —                      | —                      | —                      | —                      | —                      | —                      | —                      | —                      | —                      | —                      |              | 11                               |
| «She's Got a Way»                                              | 2008 | —                      | —                      | —                      | —                      | —                      | —                      | —                      | —                      | —                      | —                      |              | 11                               |
| «You've Been a Friend to Me»                                   | 2009 | —                      | —                      | —                      | —                      | —                      | —                      | —                      | —                      | —                      | —                      |              | Старі пси                        |
| «—» означає сингли, які не потрапили до чарту, або не виходили |      |                        |                        |                        |                        |                        |                        |                        |                        |                        |                        |              |                                  |

### 2010-ті
| Сингл                                                          | Рік  | Найвищі місця в чартах | Найвищі місця в чартах | Найвищі місця в чартах | Найвищі місця в чартах | Сертифікації | Альбом             |
| Сингл                                                          | Рік  | КАН                    | АВТ                    | НІМ                    | ВЕЛ                    | Сертифікації | Альбом             |
| -------------------------------------------------------------- | ---- | ---------------------- | ---------------------- | ---------------------- | ---------------------- | ------------ | ------------------ |
| »One World, One Flame"                                         | 2010 | —                      | 70                     | 44                     | —                      |              | Неальбомний сингл  |
| «I Still Miss You…A Little Bit»                                | 2010 | —                      | —                      | —                      | —                      |              | Bare Bones         |
| «Alberta Bound»                                                | 2011 | 100                    | —                      | —                      | —                      |              | Неальбомні сингли  |
| «Merry Christmas»                                              | 2011 | —                      | —                      | —                      | —                      |              | Неальбомні сингли  |
| «Tonight in Babylon» (Loverush UK за участю Браяна Адамса)     | 2012 | —                      | —                      | —                      | —                      |              | Неальбомні сингли  |
| «After All» ([[[Майкл Бубле]] за участю Браяна Адамса)         | 2013 | 99                     | —                      | —                      | —                      |              | To Be Loved        |
| «She Knows Me»                                                 | 2014 | —                      | —                      | —                      | —                      |              | Tracks of My Years |
| «You Belong to Me»                                             | 2015 | —                      | —                      | —                      | 181                    |              | Get Up             |
| «Brand New Day»                                                | 2015 | —                      | —                      | —                      | —                      |              | Get Up             |
| «Please Stay»                                                  | 2017 | —                      | —                      | —                      | —                      |              | Ultimate           |
| «—» означає сингли, які не потрапили до чарту, або не виходили |      |                        |                        |                        |                        |              |                    |

Нотатки
- - A ↑  пісня «Let Me Take You Dancing» досягнула 18-го місця в RPM Dance/Urban Chart,[48] але досягнула лише 90-го місця в їхньому синглівому чарті.[49]
  - B ↑  За словами співавтора Джима Валланса, «Christmas Time» не потрапила до чарту RPM, але натомість потрапила до чарту, відомого як The Record.[50]
  - C ↑  «On a Day Like Today» посіла 14-те місце в Billboard Canadian Singles Chart у 1998 році.[51]
  - D ↑  «Don't Give Up» потрапила в Канаді лише до чарту RPM Dance/Urban, під номером 9.[52]